# 트리스탄 켄더다인
트리스탄 켄더다인(영어: Tristan Kenderdine)은 호주 출신의 작가이자 연구원, 정치학자, 지정학 경제학자, 외교 정책 분석가입니다. 그는 정치 위험 자문 회사인 《퓨처라 리스크》(영어: Future Risk, 일본어: 未来冒険)의 설립자이자 연구 이사로 재직 중입니다. 2014년부터 2016년까지 그는 베이징에 있는 연구소인 중국 정책 연구 회사에서 일했습니다. 또한 중국 다롄해양대학교에서 공공 행정학을 강의했으며, 호주국립대학교에서 공공 정책과 정치 철학 과정을 가르친 바 있습니다.
그의 연구는 정치 경제학, 국제 관계, 제도적 거버넌스, 역사적 경제 발전에 걸쳐 있으며, 특히 중국의 외교 정책, 공공 재정 및 행정 기관과 그들의 국제적 영향을 연구하고 있습니다. 또한 동북아, 동남아시아 및 중앙아시아의 국제적 및 지방 정치에 대한 광범위한 연구도 진행하고 있습니다. 켄더다인의 정치 경제학 연구는 독일 역사학파 경제학역사 경제학파와 포스트케인지언경제학포스트케인즈경제학]]파에 속합니다. 그의 정치 제도 연구는 비교 정치학, 역사적 제도주의, 정치 인류학을 결합한 것입니다. 켄더다인의 작업은 주로 동북아, 중앙아시아, 극지방에 집중되어 있습니다.

## 연구 및 출판
켄더다인은 산업 정책, 교통 인프라, 유라시아 지정학 경제학에 관한 다양한 동료 평가 논문, 작업 보고서, 정책 개요를 저술하거나 공동 저술한 바 있습니다. 그는 아시아개발은행연구소에서 산업 정책, 유라시아 인프라, 정치 경제학에 관한 동료 평가 논문과 작업 보고서를 저술했습니다.

### 주요 동료 평가 작업
《중앙회랑—트랜스카스피안 국제 교통 노선의 정책 개발 및 무역 잠재력》, 《아시아개발은행연구소 작업 보고서》, 2021년 발행.
《중국의 일대일로 철도 화물 운송 노선:개발되지 않은 경제 지리학》, 《베를린 지리학회 저널》, 2021년 게재.
《중국의 산업 정책, 전략적 신흥 산업 및 우주 법》, 《아시아 및 태평양 정책 연구》, 2017년 게재.
《중국의 산업 정책, 전략적 신흥 산업 및 우주 법》 2017년 《아시아 및 태평양 정책 연구》에 발표.
《중국의 중동 투자 정책》, 《유라시아 지리학 및 경제학》, 2018년 게재.
《카자흐스탄의 땅, 중국의 자본: 중국의 프로젝트 시스템을 외부 지리로 수출》, 《중앙아시아 문제》, 2018년 게재.
《보험과 선물: 중국의 농업 상품 가격 개혁》, 《아시아 및 태평양 정책 연구》, 2018년 게재.

### 의견 및 논평
켄더다인은 서울에 본사를 둔 분기별 잡지 《글로벌 아시아》에 정기적으로 기고하고 있습니다. 이 잡지는 동아시아 재단에서 발행합니다.
그는 《디플로맷》, 《니케이 아시안 리뷰》, 《글로벌 아시아》, 《사우스 차이나 모닝 포스트》, 《스트레이츠 타임스》, 《파이낸셜 타임스》, 《교토 리뷰 오브 사우스이스트 아시아》, 《로위 인스티튜트의 인터프리터》, 《이스트 아시아 포럼》, 《폴리시 포럼》, 《차이나파일》, 《아시아 개발 은행 연구소》, 《모던 디플로매시》, 《중앙아시아 및 카프카스 분석가》, 《글로벌 정책》, 《북극 연구소》 등 다양한 매체에 기사와 논평을 기고했습니다.
그의 학문적 논평은 일본어, 베트남어, 중국어, 카자흐어, 독일어, 스페인어, 프랑스어, 인도네시아어, 페르시아어, 아랍어, 아제르바이잔어, 러시아어로 번역되어 온라인 및 인쇄 미디어 기사로 발표되었습니다. 예를 들어, 《니케이》 와 《뉴스위크 일본판》 의 일본어, 《알 자리다신문》의 아랍어, 그리고 페르시아어로 에테마드 신문에서 발표되었습니다. 또한 중국어로 여러 책과 잡지에 발표된 바 있습니다.

### 서평 활동
켄더다인은 정치경제, 국제관계, 유라시아 연구, 극지방 연구, 역사 지리학 등 다양한 사회과학 분야에서 비판적인 서평을 통해 학문적 기여를 해왔다. 그의 서평은 중국의 전략 정책, 중앙아시아 이데올로기, 러시아 지정학, 북극 거버넌스, 글로벌 산업 정책 등의 주요 저작들을 다루고 있다.
그는 《글로벌 아시아》, 《중국정치학저널》, 《중앙아시아 서베이》, 《폴라 레코드》, 《미들 이스트 저널》, 《지오폴리틱스》, 《차이나 쿼털리》, 《저널 오브 히스토리컬 지오그래피》, 《글로벌 폴리시》, 《센트럴 유러피언 저널 오브 인터내셔널 앤드 시큐리티 스터디스》 등 다양한 학술지에 서평을 기고하였다.

## 인정
2020년, 켄더다인의 정치 경제학에 관한 연구는 워싱턴 포스트 에서 그가 기고한 기사를 정치 경제학 분야에서 최고의 작업으로 선정한 바 있습니다. 이 기사는 정치 경제학의 권위자인 앨버트 허쉬만의 이름을 딴 알비 어워드 에서 선정되었습니다.

## 초기 경력
켄더다인은 국제 관계 및 정치 경제 분야에 입문하기 전에 한국에서 고등학교 영어 교사로 근무했습니다. 그는 중앙고등학교 (서울)와 대창고등학교 (경상북도 예천)에 배치되어 EPIK 영어 프로그램의 일환으로 2009년부터 2011년까지 근무했습니다. 이후 그는 중국 광둥성의 소관대학교와 대만 윈린현의 다예 대학 다예 대학에서 강의했습니다.

## 참조
1. ↑  “Tristan Kenderdine – Future Risk”. 《Future Risk》. 2025년 7월 30일에 확인함.
2. ↑  “Tristan Kenderdine – Lowy Institute”. 《Lowy Institute》. 2025년 7월 30일에 확인함.
3. ↑  “Tristan Kenderdine – Policy Forum”. 《Policy Forum》. 2025년 7월 30일에 확인함.
4. ↑  “Tristan Kenderdine – Middle East Institute”. 《Middle East Institute》. 2025년 7월 30일에 확인함.
5. ↑  “Profile Tristan Kenderdine – Future Risk”. 《Future Risk》. 2025년 7월 30일에 확인함.
6. ↑  “Profile: Tristan Kenderdine”. 《Asian Development Bank》. 2025년 8월 1일에 확인함.
7. ↑  켄더딘, 트리스탄; 부츠키, 페터 (2021년 5월). “중앙회랑: 트랜스카스피안 국제 교통 노선의 정책 개발 및 무역 잠재력”. 《Asian Development Bank Institute》 (1268). 2025년 8월 1일에 확인함.
8. ↑  켄더딘, 트리스탄; 부츠키, 페터 (2021). “중국의 일대일로 철도 화물 운송 노선—개발되지 않은 경제 지리학”. 《Die Erde – Journal of the Geographical Society of Berlin》 152 (2): 91–111. 2025년 8월 1일에 확인함.
9. ↑  “동아시아 거위의 죽음과 중국의 지정 산업 정책의 부상”. 《Google Scholar》. 2025년 8월 1일에 확인함.
10. ↑  켄더딘, 트리스탄 (2017). “중국의 산업 정책, 전략적 신흥 산업 및 우주 법”. 《Asia & the Pacific Policy Studies》 4 (2): 325–342. doi:10.1002/app5.177. 2025년 8월 1일에 확인함.
11. ↑  켄더딘, 트리스탄; 란, 페이위안 (2018). “중국의 중동 투자 정책”. 《Eurasian Geography and Economics》 59 (5–6): 557–584. doi:10.1080/15387216.2019.1573516. 2025년 8월 1일에 확인함.
12. ↑  켄더딘, 트리스탄 (2018). “카자흐스탄의 땅, 중국의 자본: 중국의 프로젝트 시스템을 외부 지리로 수출”. 《Central Asian Affairs》 5 (4): 313–341. doi:10.1163/22142290-00504002. 2025년 8월 1일에 확인함.
13. ↑  “보험과 선물: 중국의 농업 상품 가격 개혁”. 《Google Scholar》. 2025년 8월 1일에 확인함.
14. ↑  “Global Asia - Tristan Kenderdine”. 《GlobalAsia》. 2025년 7월 30일에 확인함.
15. ↑  “Tristan Kenderdine – The Diplomat”. 《The Diplomat》. 2025년 7월 30일에 확인함.
16. ↑  “Tristan Kenderdine – Modern Diplomacy”. 《Modern Diplomacy》. 2022년 2월 16일. 2025년 7월 30일에 확인함.
17. ↑  “Tristan Kenderdine – East Asia Forum”. 《East Asia Forum》. 2025년 7월 30일에 확인함.
18. ↑  “Contributors: Tristan Kenderdine”. 《ChinaFile》. 2017년 10월 15일. 2025년 8월 1일에 확인함.
19. ↑  “The Interpreter – Tristan Kenderdine”. 《Lowy Institute》. 2025년 8월 1일에 확인함.
20. ↑  “Asia Pathways – Tristan Kenderdine”. 《Asia Development Bank Institute》. 2025년 8월 1일에 확인함.
21. ↑  “중앙아시아의 항구를 둘러싼 중국의 전략” (일본어). Nikkei. 2024년 8월 17일. 2025년 7월 30일에 확인함.
22. ↑  “중국은 왜「신장 교통 인프라」에 막대한 돈을 투자하는가” (일본어). 2017년 7월 27일. 2025년 7월 30일에 확인함.
23. ↑  “Kenderdine가 쓰다: 터키는 카스피해를 통해 영향력을 재구성하고 있다” (아랍어). Al-Jarida. 2021년 9월 3일. 2025년 7월 30일에 확인함.
24. ↑  “Etemad Newspaper PDF Archive” (PDF) (페르시아어). 2025년 7월 30일에 확인함.
25. ↑  “Profile Tristan Kenderdine – Future Risk”. 《Future Risk》. 2025년 7월 30일에 확인함.
26. ↑  Tristan Kenderdine – Cambridge University Press
27. ↑  Tristan Kenderdine – Taylor & Francis Online
28. ↑  “The best work on political economy in 2020”. 《The Washington Post》. 2020년 12월 31일. 2025년 8월 1일에 확인함.